# Temporada 2021-2022 del RCD Espanyol
Dades de la temporada 2021-2022 del RCD Espanyol.

## Fets destacats
- 7 d'agost de 2021: Partit amistós: ACF Fiorentina 0 - Espanyol 0, a l'estadi Artemio Franchi de Florència.[3]
- 3 d'octubre de 2021: L'Espanyol derrota el Reial Madrid per 2 a 1 al RCDE Stadium en partit de lliga.[4]
- 13 de maig de 2022: Vicente Moreno és destituït com a entrenador de l'Espanyol.[5]

## Resultats i Classificació
Font: Soccerway
- Lliga d'Espanya: 14è amb 82 punts (38 partits, 10 victòries, 12 empats, 16 derrotes, 40 gols a favor i 53 en contra).
- Copa d'Espanya: Vuitens de final. Eliminà la SD Solares-Medio Cudeyo (2–3), el CD Palencia Cristo Atlético (1-2) i la SD Ponferradina (1-1 i penals), però fou eliminat pel Reial Mallorca a vuitens de final (2-1).

## Plantilla
A de 22 de juliol de 2022
| P   | D  | Jugador                     | Lliga | Lliga | Copa d'Espanya | Copa d'Espanya |
| P   | D  | Jugador                     | PJ    | G     | PJ             | G              |
| --- | -- | --------------------------- | ----- | ----- | -------------- | -------------- |
| POR | 13 | Diego López (2n capità)     | 36    | -49   | 2              | -2             |
| POR | 34 | Joan Garcia                 | 2     | -3    | 2              | -2             |
| POR | 1  | Oier Olazábal               | 2     | -1    | -              | -              |
| DEF | 4  | Leandro Cabrera (3r capità) | 37    | 2     | 3              | -              |
| DEF | 24 | Sergi Gómez                 | 31    | 1     | 4              | 1              |
| DEF | 3  | Adrià Pedrosa               | 31    | 1     | 2              | 1              |
| DEF | 22 | Aleix Vidal                 | 31    | 2     | 3              | -              |
| DEF | 12 | Óscar Gil                   | 22    | 2     | -              | -              |
| DEF | 5  | Fernando Calero             | 16    | -     | 2              | -              |
| DEF | 17 | Dídac Vilà                  | 9     | -     | 2              | -              |
| DEF | 2  | Miguelón                    | 2     | -     | 2              | -              |
| DEF | 39 | Rubén Sánchez               | 4     | -     | -              | -              |
| DEF | 31 | Lluís Recasens              | 1     | -     | -              | -              |
| MIG | 10 | Sergi Darder                | 36    | 3     | 3              | -              |
| MIG | 21 | Nico Melamed                | 31    | 2     | 2              | -              |
| MIG | 6  | Manuel Morlanes             | 27    | 2     | 3              | -              |
| MIG | 20 | Keidi Bare                  | 25    | 1     | 3              | -              |
| MIG | 25 | Yangel Herrera              | 23    | 1     | -              | -              |
| MIG | 14 | Óscar Melendo               | 21    | -     | 3              | -              |
| MIG | 15 | David López ( capità)       | 18    | -     | -              | -              |
| MIG | 19 | Tonny Vilhena               | 17    | 1     | -              | -              |
| MIG | 8  | Fran Mérida                 | 10    | -     | 3              | -              |
| MIG | 19 | Álvaro Vadillo              | 3     | -     | -              | -              |
| MIG | 32 | Gregorio Gracia Gori        | 1     | -     | -              | -              |
| MIG | 40 | Dani Villahermosa           | 1     | -     | -              | -              |
| MIG | 41 | Luca Koleosho               | 1     | -     | -              | -              |
| MIG | 33 | Álvaro García               | -     | -     | 1              | -              |
| DAV | 11 | Raúl de Tomás               | 34    | 17    | 2              | -              |
| DAV | 23 | Adri Embarba (4t capità)    | 32    | -     | 2              | -              |
| DAV | 9  | Javier Puado                | 30    | 4     | 3              | 1              |
| DAV | 7  | Wu Lei                      | 23    | 1     | 4              | 1              |
| MIG | 16 | Loren Morón                 | 21    | 1     | 4              | 3              |
| DAV | 18 | Landry Dimata               | 17    | -     | 2              | -              |
| DAV | 29 | Jofre Carreras              | 3     | -     | 1              | -              |
| DAV | 26 | Max Svensson                | -     | -     | 2              | -              |
| DAV | 31 | Víctor Gómez                | 1     | -     | -              | -              |

Els equips espanyols estan limitats a tenir en la plantilla un màxim de tres jugadors sense passaport de la Unió Europea. La llista inclou només la principal nacionalitat de cada jugador; alguns jugadors no europeus tenen doble nacionalitat d'algun país de la UE:

### Cessions
| N. | Pos. | Nac. | Jugador                                                            |
| -- | ---- | --- | ------------------------------------------------------------------ |
| —  | DEF  | [[Fitxer:Flag of Catalonia.svg\|23x15px\|border \|alt=Catalunya\|link=Selecció de futbol de Catalunya\|{{#if:\|]]   | Víctor Gómez (a Màlaga CF fins al 30 de juny de 2022)              |
| —  | DEF  | [[Fitxer:Flag of Russia.svg\|23x15px\|border \|alt=Rússia\|link=Selecció de futbol de Rússia\|{{#if:\|]]            | Roman Tugarinov (a Telstar fins al 30 de juny de 2023)             |
| —  | MIG  | [[Fitxer:Flag of Catalonia.svg\|23x15px\|border \|alt=Catalunya\|link=Selecció de futbol de Catalunya\|{{#if:\|]]   | Pol Lozano (a Girona FC fins al 30 de juny de 2022)                |
| —  | MIG  | [[Fitxer:Flag of Spain.svg\|23x15px\|border \|alt=Espanya\|link=Selecció de futbol d'Espanya\|{{#if:\|]]            | Álvaro Vadillo (a Màlaga CF fins al 30 de juny de 2022)            |
| —  | DAV  | [[Fitxer:Flag of Spain.svg\|23x15px\|border \|alt=Espanya\|link=Selecció de futbol d'Espanya\|{{#if:\|]]            | Josema Raigal (a UCAM Murcia fins al 30 de juny de 2022)           |
| —  | DAV  | [[Fitxer:Flag of Colombia.svg\|23x15px\|border \|alt=Colòmbia\|link=Selecció de futbol de Colòmbia\|{{#if:\|]]      | Juan Camilo Becerra (a SD Ponferradina fins al 30 de juny de 2022) |
| —  | DAV  | [[Fitxer:Flag of Argentina.svg\|23x15px\|border \|alt=Argentina\|link=Selecció de futbol de l'Argentina\|{{#if:\|]] | Matías Vargas (a Adana Demirspor fins al 30 de juny de 2022)       |